# Richard Varick
Richard Varick (Hackensack, 15 marzo 1753 – Jersey City, 30 luglio 1831) è stato un politico e avvocato statunitense, 45° sindaco di New York.